# Halleiner Werkstätten für Kirchliche Kunst und Kunstgewerbe

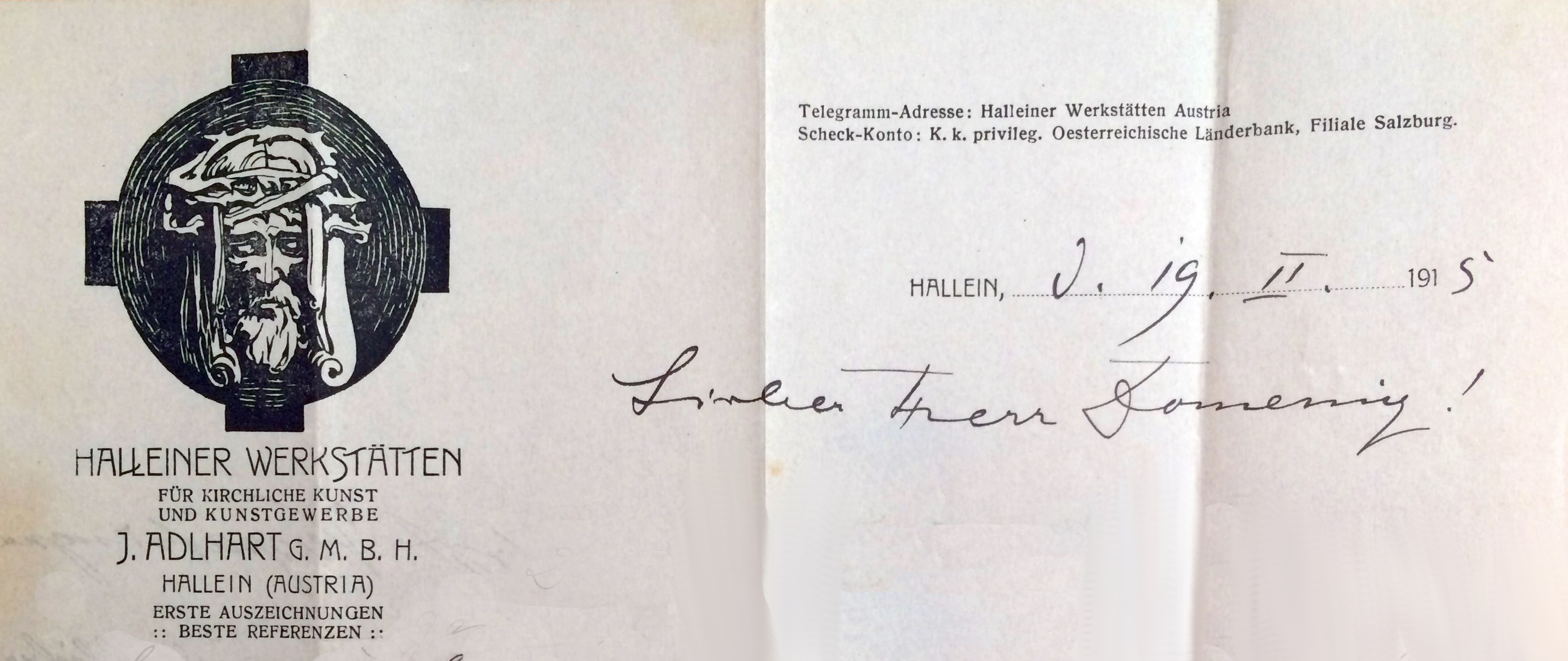
Briefkopf der Werkstätte Adlhart Hallein 1915

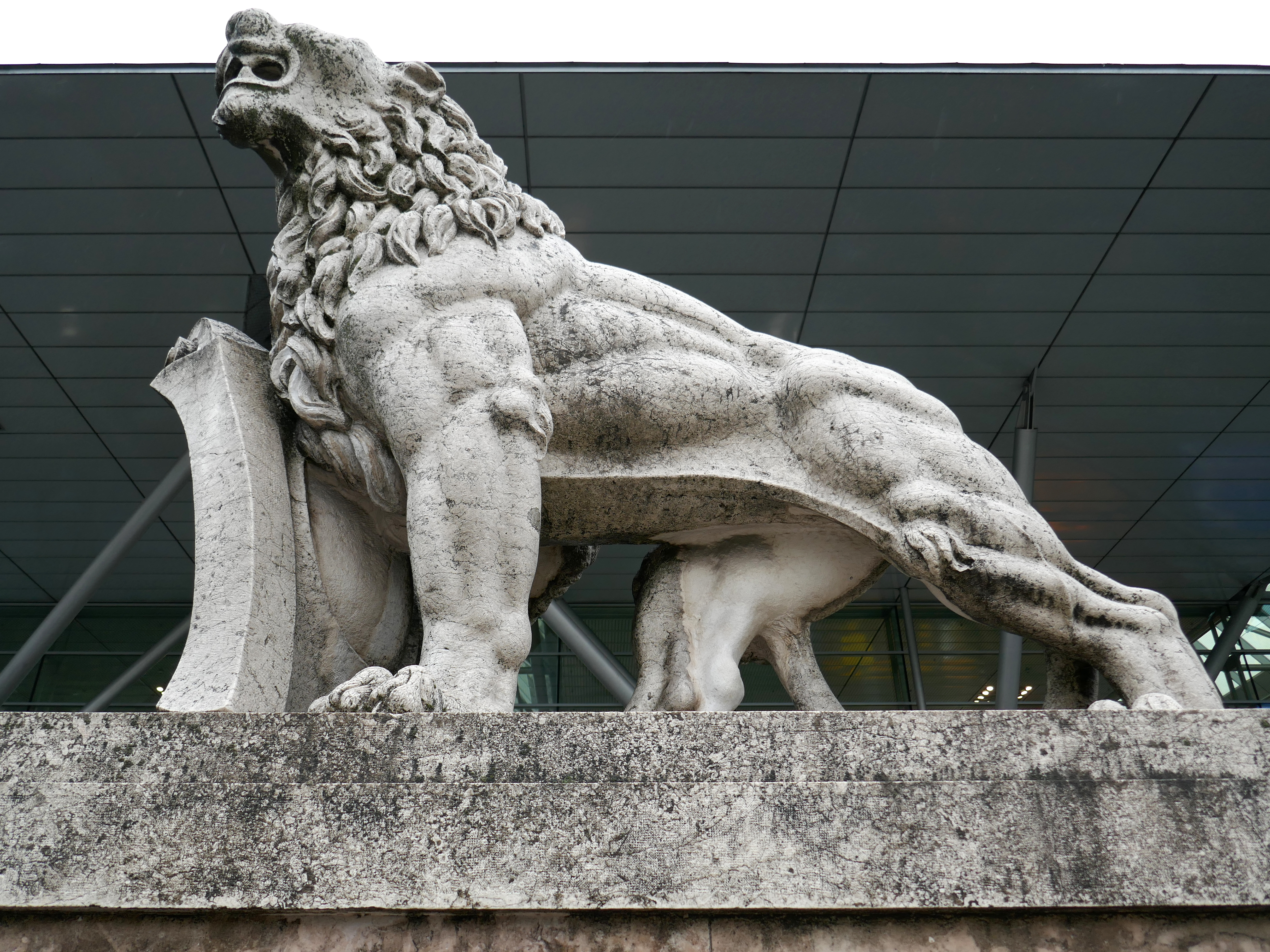
Löwe am Vorplatz Linz Hauptbahnhof

Die Halleiner Werkstätten für kirchliche Kunst und Kunstgewerbe J. Adlhart GmbH war eine Bildhauereiwerkstatt in der Stadtgemeinde Hallein im Land Salzburg. Dort hatte die Werkstatt ihren Sitz im Cordon-Haus im Stadtteil Burgfried.

## Geschichte
Nachdem die Schnitzereischule Hallein das Cordon-Haus aufgegeben hatte und in ein neues Schulgebäude übersiedelt war, erwarb der Bildhauer Jakob Adlhart d. Ä. 1908/09 das Cordon-Haus. Er verlegte seine Werkstätte für Bildhauerei, Fassmalerei und Vergoldung aus dem Grödner Tal nach Hallein.
Die Werkstätte erlangte große Bedeutung und einen guten Ruf durch Ausführung von Aufträgen für den Thronfolger Franz Ferdinand von Österreich-Este im Blühnbachtal und in Dalmatien. Außerdem wurden zwischen 1911 und 1914 Restaurierungsarbeiten in Split, „... wo er u. a. das romanische Chorgestühl im Dom sowie eine venezianische Holzdecke auf der Insel Lissa instandgesetzt. ...“, ausgeführt.
1926 wurde in den Halleiner Werkstätten durch Adlhart d. J. ein auch „Adlhart-Kreuz“ genanntes Kruzifix fertiggestellt, für das der Abt Petrus Klotz vom Stift Sankt Peter in Salzburg den Auftrag erteilt hatte. Die Österreichische Post hat es 2010 in eine Sonderpostmarkenserie aufgenommen. Weitere Arbeiten sind für das Kleine Festspielhaus Salzburg die marmornen Mimenmasken über dem Haupteingang (1926), die Steinreliefs mit maskentragenden Genien und figuraler Schmuck der Mönchsbergstiege (1936/1937), Chorgestühl für den Salzburger Dom, für das Schloss Kleßheim Sandsteinadler, für den Linzer Hauptbahnhof steinerne Löwen, u. v. m. „Für Hallein schuf Jakob Adlhart d. J. u. a. den schönen Zeiserlbrunnen (1968 eingeweiht) am Bayrhamerplatz, die Betonreliefs der Gebietskrankenkasse (1969) sowie im Bundesgymnasium duf dem Georgsberg (1973).“

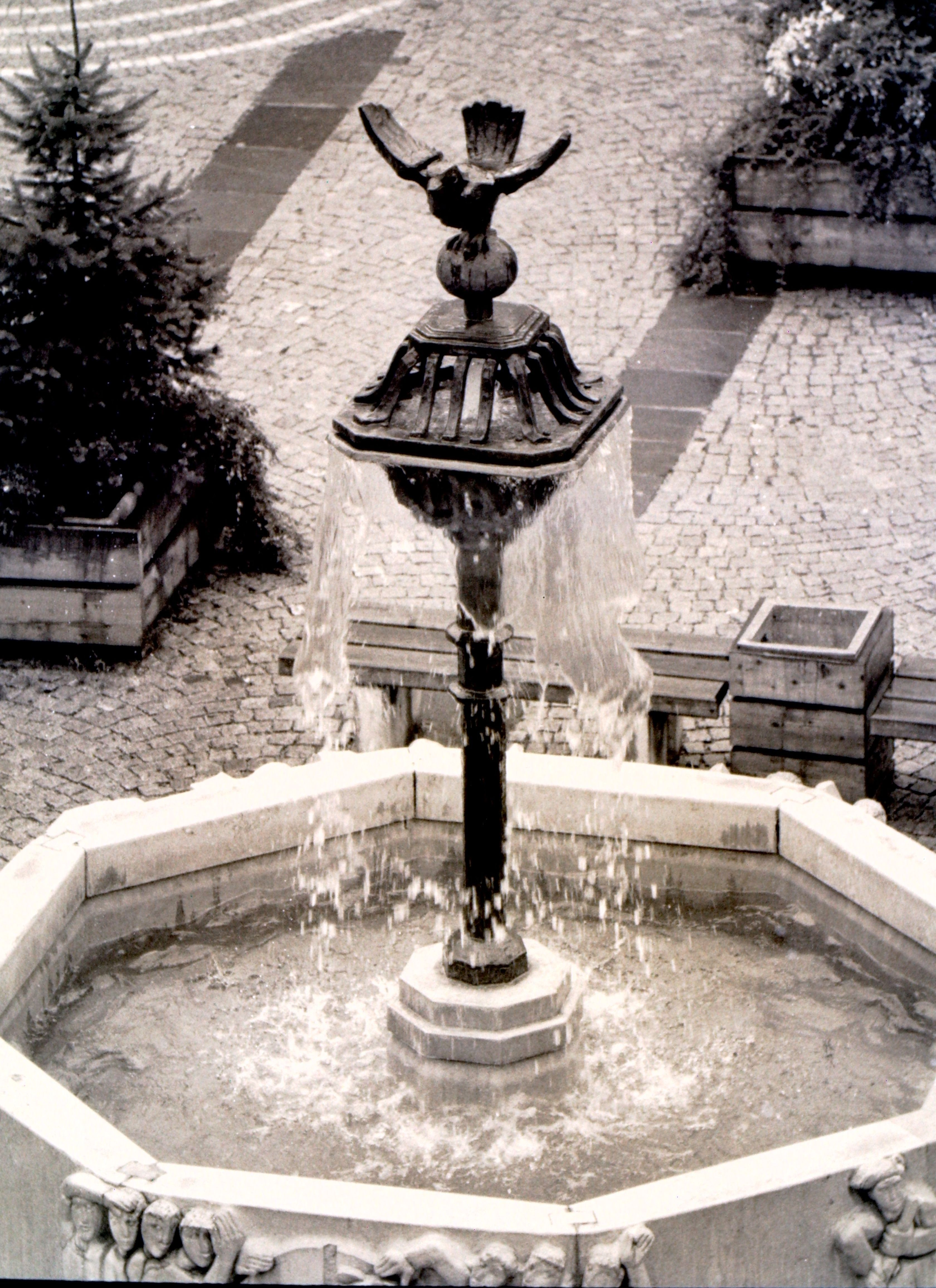
Zeiserlbrunnen am Bayrhamerplatz in Hallein. Bildhauer Jakob Adlhart d. J. 1968

Die Bildhauereiwerkstatt wurde 1971 geschlossen. Der Sohn Jakob Adlhart d. J. (geb. 1936) gründete das Architekturbüro „Adlhart Architekten“.

## Mitarbeiter
- 1909: Gründung Jakob Adlhart d. Ä., Leitung bis 1920
- 1909–1971: Jakob Adlhart d. J., Leitung ab 1920
- 1911–1920: Max Domenig, Geschäftsführer ab 1913 bis 1920[7]
- 1920 Arthur Rauch, Südtiroler, Hanak-Schüler, Stellvertreter von Jakob Adlhart während dessen Studiums in Wien.
- 1920 Demetz, Mussner und andere „Grödener“
- 1921 Roland von Bohr (geb. 1899 in Wien), Hanak-Schüler in Wien, Adlhart-Werkstätte, Bildhauerschule Hallein, Wackerle Schüler in München
- Jakob Summer: geboren 1908 in Fraxern. 1938–1939 Akademie der Bildenden Künste in München bei Wackerle
- 1924–1928: Josef Magnus, Akad. Bildhauer. Studium an der Staatlichen Hochschule für bildende Künste, Berlin
- 1936–1939: Bernhard Prähauser. Lehre in der Werkstätte Adlhart (* 2. Februar 1921; † 24. Juli 2016)[8]
- 1938–1972: Franz Budig (* 22. Juni 1907 in Hallein. Lehre bei Max Domenig – 1923 bis 1927, danach (1927–1931) Ausbildung an der Akademie für Angewandte Kunst in Wien bei Steinhof und Hanak)[9]
- 1946–1949: Max Steinberger (* 10. Oktober 1920 in Winklern bei Oberwölz/Steiermark), Lehre als Holzbildhauer
- 1948–1951: Georg Klettner (geb. 3. November 1932 in Goldegg), Wotruba-Schüler von 1952–1956 in Wien, Zusammenarbeit mit den Bildhauern Gustav Resatz und H. Mayer
- 1950–1953: Anna Luise Margarethe Feichtner, geb. Sachs (geb. 30. März 1931 in Salzburg), Lehre für Fassmalen und Vergolden. 1955 Diplom akad. Restauratorin
- 1950–1958: Bernhard Prähauser (* 2. Februar 1921; † 24. Juli 2016). Studium (1947–1950) an der Akademie der Bildenden Künste in Wien (Wotruba)
- „Altgeselle“ Balthasar Heissl. Vergolder und Restaurator[10]
- 1936 bis 1960: Pölzleitner, Ernst Trattnig, Franz Ranalter, Hans Bachlechner, Hans Plankensteiner[11]